# Orgonaszín
Az orgonaszín vagy orgona egy halvány viola tónus, amely az orgona jellemző színét képviseli. Maga virág persze vöröses-lila, fehér, kékes és mályva árnyalatokban is létezik.
Névváltozata még az orgonalila, illetve az orgonavirágszín.

## A természetben

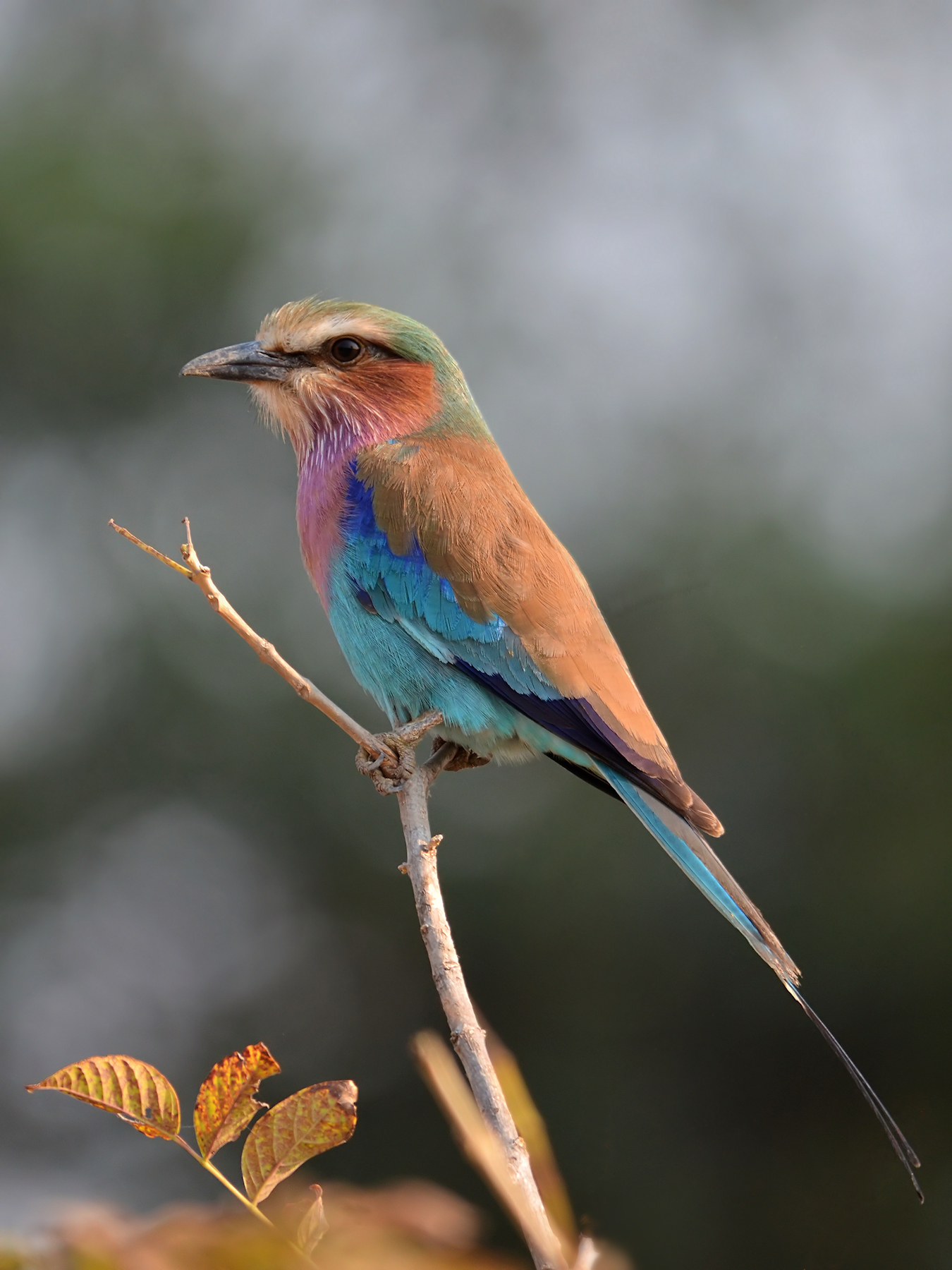
Villásfarkú szalakóta Zambiából. Begyén orgonaszín tollakat visel.

A madarak közül a villásfarkú szalakóta, a szalakótafélék családjának tagja, tollain megtalálható a jellegzetes szín. Jelen van a szubszaharai Afrikában és az Arab-félsziget déli részén.

## A kultúrában

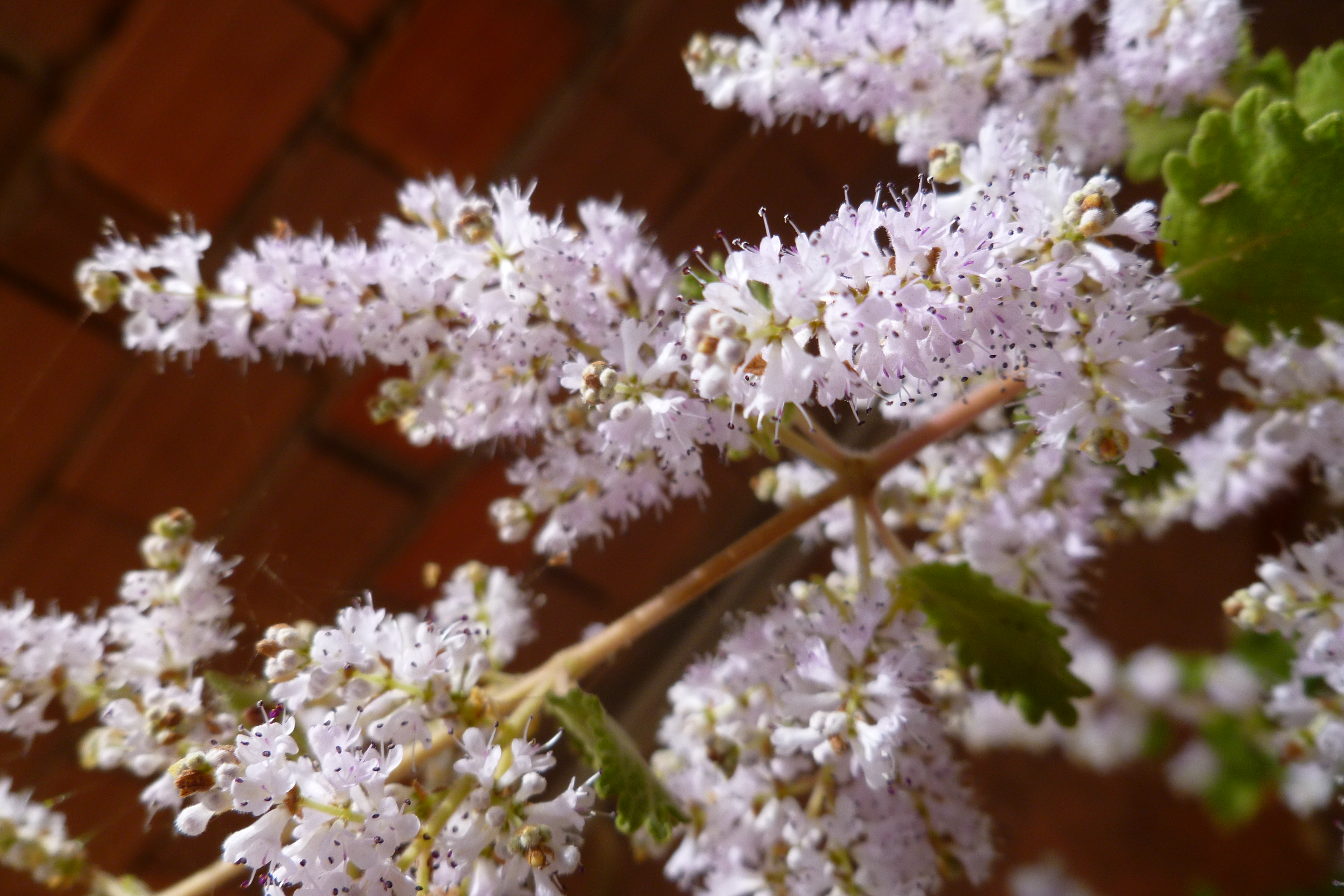
A Tetradenia riparia halvány orgona színű virágai

A lila szín a gyász utolsó szakaszához kapcsolódott az angol és az európai kultúrákban.

Magyarországon gyakran nem csak a virág, de a szín is a ballagási ceremónia dekorációinak része.

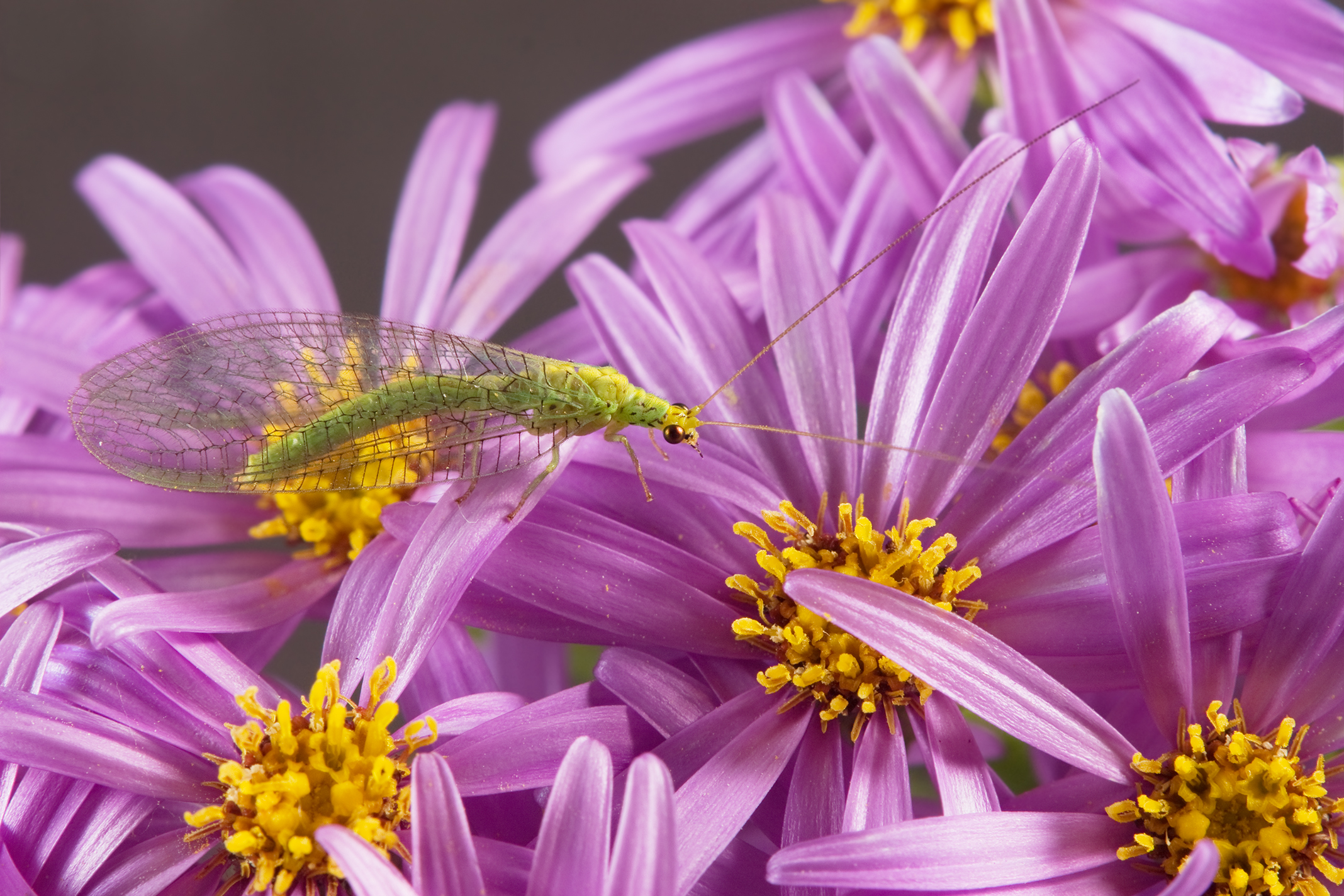
Világos orgonaszín virágok

## Fordítás
Ez a szócikk részben vagy egészben  a   Lilac (color) című angol Wikipédia-szócikk ezen változatának fordításán alapul.  Az eredeti cikk szerkesztőit annak laptörténete sorolja fel. Ez a jelzés csupán a megfogalmazás eredetét és a szerzői jogokat jelzi, nem szolgál a cikkben szereplő információk forrásmegjelöléseként.